# さらばベルリン
さらばベルリン (英語: Goodbye to Berlin) は、1939年にクリストファー・イシャーウッドによりヴァイマル共和政を舞台に執筆された小説。『ベルリン物語』として『山師 (小説)』と共に出版されることが多い。

## 背景
1930年代のベルリンで過ごしたイシャウッドの半自伝的小説で、ナチス・ドイツ以前の状況および出会った人々について描かれている。1930年終盤から1933年初頭のエピソードが織り込まれている。6本の短編『A Berlin Diary (Autumn 1930) 』、『Sally Bowles 』、『On Ruegen Island (Summer 1931) 』、『The Nowaks 』、『The Landauers 』、『A Berlin Diary (Winter 1932-3) 』が関連するように描かれている。
イシャウッドは小説のためにドイツに転居し、すぐに親切な女性家主ファール・シュローダー、地元のキャバレーで歌うデカダンスな若いイギリス人女性サリー・ボウルズとその取り巻き、家業が成功している裕福なユダヤ人相続人のナタリア・ランダワー、ナチスの権力の増大に苦悩するゲイのカップルであるピーターとオットーなど様々な人々と関わり合う。
1939年の初版ではナチスの脅威のリスクに晒されている人々を強調して描いていた。現代作家ジョージ・オーウェルは「腐敗した社会の見事な描写」と評した。作家で作曲家のポール・ボウルズはベルリンでイシャウッドと会ったことがあり、自伝『Without Stopping 』に自分の姓をサリーに使用したのだろうと記した。1976年、イシャウッドは回顧録『Christopher and His Kind 』に「「ボウルズ」の音もその人の見た目も良かった」としてこれを認めた。

## 派生作品
1951年、ジョン・ヴァン・ドルーテンにより『私はカメラ』としてブロードウェイで舞台化された。無頓着なサリー・ボウルズ役を演じたジュリー・ハリスは、辛口評論家ウォルター・カーから「私にはライカではなかった」と評されたにもかかわらず、トニー賞演劇主演女優賞を初めて受賞した。この演劇は『嵐の中の青春』として映画化され、ジョン・コリアが脚本、マルコム・アーノルドが音楽を担当し、ジュリー・ハリスの他にローレンス・ハーヴェイ、シェリー・ウィンタースが出演した。
1966年、『キャバレー』としてミュージカル化されてトニー賞を受賞し、1972年、『キャバレー』として映画化され、サリー役のライザ・ミネリがアカデミー主演女優賞を、監督のボブ・フォッシーがアカデミー監督賞を受賞した。
日本では「私はカメラ」をもとに、藤田敏雄・矢代静一脚本、いずみたく音楽の「洪水の前」として1980年に初演され、財津一郎、秋川リサらが出演した。その後も何度か再演されている。

## 邦訳
- 『ベルリンよ,さらば 救いなき人々』中野好夫訳 (角川文庫)1960